# Björn Lindgren
Björn Olof Lindgren, född 28 maj 1989 i Frösö församling, Jämtlands län, är politiker för Grön Ungdom och Miljöpartiet. Han var språkrör för Grön Ungdom från den 19 februari 2011 till den 16 februari 2013. Lindgren ställde upp i EU-valet 2009 för Miljöpartiet. Han har studerat vid Göteborgs universitet. Han är sedan 2021 generalsekreterare för Ungdomens Nykterhetsförbund.